# Grobowce dynastii Joseon
Grobowce dynastii Joseon (hangul: 조선왕릉, hanja: 朝鮮王陵, Joseon wangneung) – 18 mauzoleów władców Korei z XIV-XX wieku, znajdujących się w aglomeracji Seulu, wpisanych w 2009 na listę UNESCO.